# Lielais Marku purvs
Lielais Marku purvs este o arie protejată (arie specială de conservare — SAC, sit de importanță comunitară — SCI, arie de protecție specială avifaunistică — SPA) din Letonia întinsă pe o suprafață de 909,03 ha, integral pe uscat.

## Localizare
Centrul sitului Lielais Marku purvs este situat la coordonatele 57°02′57″N 26°41′39″E / 57.0493°N 26.6941°E.

## Înființare
Situl Lielais Marku purvs a fost declarat arie de protecție specială avifaunistică în decembrie 2002 pentru a proteja 10 specii de animale. Alte tipuri de protecție:
- sit de importanță comunitară (în mai 2004)
- arie specială de conservare (în mai 2004)[1][3][4]

## Biodiversitate
Situată în ecoregiunea boreală, aria protejată conține 7 habitate naturale: Lacuri și iazuri distrofice naturale, Turbării active, Mlaștini oligotrofe degradate, capabile încă de regenerare naturală, Mlaștini turboase de tranziție și turbării mișcătoare, Depresiuni pe substraturi de turbă de Rhynchosporion, Taiga vestică, Mlaștini împădurite.
La baza desemnării sitului se află mai multe specii protejate:
- păsări (8): gâscă de semănătură (Anser fabalis), ciocănitoare neagră (Dryocopus martius), muscar (Ficedula parva), cocor (Grus grus), vultur pescar (Pandion haliaetus), ploier auriu (Pluvialis apricaria), cocoșul de mesteacăn (Tetrao tetrix tetrix), fluierar de mlaștină (Tringa glareola)
- nevertebrate (1): libelule (Leucorrhinia pectoralis)
- pești (1): cicar (Lampetra planeri)

Pe lângă speciile protejate, pe teritoriul sitului au mai fost identificate 5 specii de plante, 1 specie de păsări, 2 specii de mamifere, 1 specie de nevertebrate.